# کوکی رابرتز
کوکی رابرتز ((به انگلیسی: Cokie Roberts); ۲۷ دسامبر ۱۹۴۳ – ۱۷ سپتامبر ۲۰۱۹)،روزنامه‌نگار و نویسنده پرفروش اهل ایالات متحده آمریکا بود. فعالیت وی شامل ده‌ها سال به عنوان گزارشگر سیاسی و تحلیلگر ان‌پی‌آر و ای‌بی‌سی نیوز بود.
وی در هیئت مدیره بسیاری از سازمان‌های غیرانتفاعی مانند بنیاد خانواده کایزر
خدمت کرد و توسط رئیس‌جمهور جرج دابلیو بوش) به شورای خدمات و مشارکت مدنی منصوب شد.